# Dragó de la Gomera
El dragó de la Gomera (Tarentola gomerensis) és una espècie de sauròpsid (rèptil) de la família Phyllodactylidae endèmica de la Gomera, una de les illes Canàries. Es troba per tota l'illa, exceptuant les àrees ocupades per la laurisilva. És comú sota pedres en el fons de barrancs, en llomes i cingles. També freqüenta les construccions humanes i els cultius. Es tracta d'una espècie abundant.
Es tracta d'una salamanquesa de grandària mitjana, mesurant els mascles uns 72 mm i les femelles uns 62 mm, caracteritzat pel seu dors gris fosc, amb sis bandes transversals fosques poc marcades en el dors i taques blanques sobre els embalums de la seva pell. Posseeix un nombre relativament elevat d'escates labials i de laminil·les subdigitals. Ulls de color gris platjeat, rogenc o ataronjat.
En general s'alimenta d'artròpodes, especialment insectes. Realitza fins a sis posades d'un ou, que enterren en la sorra, entre maig i agost. El sexe de l'embrió és determinat per la temperatura d'incubació.
El seu principal depredador és el corb, encara que també és afectat per alguns paràsits. Normalment és actiu de nit, encara que també l'hi pot veure en dies assolellats.